# Triangia
Triangia is een plaats (frazione) in de Italiaanse gemeente Sondrio.